# Reverenda Madre
Las Reverendas Madres en la saga de novelas de ciencia ficción Dune de Frank Herbert son los miembros de la Hermandad Bene Gesserit que han superado la Agonía. 
Superado su período de adiestramiento físico y nervioso, las acólitas de la Hermandad se someten a una última prueba, una ordalía, la agonía de la especia, en la que modifican mediante el control de la química interna de su cuerpo un "veneno iluminante", generalmente el Agua de Vida, líquido segregado por los gusanos de arena en el momento de su muerte por inmersión en agua, volviéndolo inocuo. En el proceso la acólita sufre una transformación, alzándose a sí misma a un nivel más alto de conciencia y accediendo a las llamadas "Otras Memorias", sus líneas maternas de memoria genética.

## Hechos destacados
En Dune: La batalla de Corrin, tercera novela de la trilogía Leyendas de Dune de Brian Herbert y Kevin J. Anderson ambientada en la época de la Yihad Butleriana, se explica cómo una investigadora médica, Raquella Berto-Anirul es la primera en superar la Agonía, al transformar internamente la Droga de Rossak con la que Ticia Cenva, líder de las Hechiceras de Rossak, intentaba envenenarla. Tras superar la Agonía y descubrir los cambios que produce en su cuerpo, Raquella acaba convirtiéndose en líder de las Hechiceras, y funda la Hermandad Bene Gesserit.
En Dune, la novela original, diez mil años después Paul Atreides, producto final del programa reproductivo de la Bene Gesserit, es el primer hombre en superar la Agonía y convertirse en el Kwisatz Haderach.
En Casa Capitular Dune, última novela de la saga escrita por Herbert, se explica el ritual de la Agonía siguiendo el proceso de transformación de Murbella, la Honorada Matre capturada por la Bene Gesserit. Tras ser adiestrada siguiendo el condicionamiento Bene Gesserit, Murbella es la primera Matre en convertirse en una Reverenda Madre.